# روبرت فاريس تومسون
روبرت فاريس تومسون (بالإنجليزية: Robert Farris Thompson)‏ هو مؤرخ أمريكي، ولد في 30 ديسمبر 1932.